# Konstnärens döttrar jagar en fjäril
Konstnärens döttrar jagar en fjäril (engelska: The Painter's Daughters chasing a Butterfly) är en oljemålning av den engelske konstnären Thomas Gainsborough. Den målades omkring 1756 och ingår sedan 1900 i National Gallerys samlingar i London. 
Målningen är ett kärleksfullt porträtt av Mary (1750–1826) och Margaret (1751–1820), döttrar till konstnären och hans hustru Margaret Burr, illegitim dotter till Henry Scudamore, 3:e hertig av Beaufort. Paret Gainsborough fick fler barn, men endast Mary (som hade en storasyster med samma namn som dog 1748) och Margaret uppnådde vuxen ålder. Gainsborough målade åtminstone sex dubbelporträtt av döttrarna som han avgudade. Deras framtid kom att bli olycklig - båda hade bräcklig hälsa och levde på ålderdomen tillsammans, Mary som skild och Margaret ogift.

## Relaterade målningar

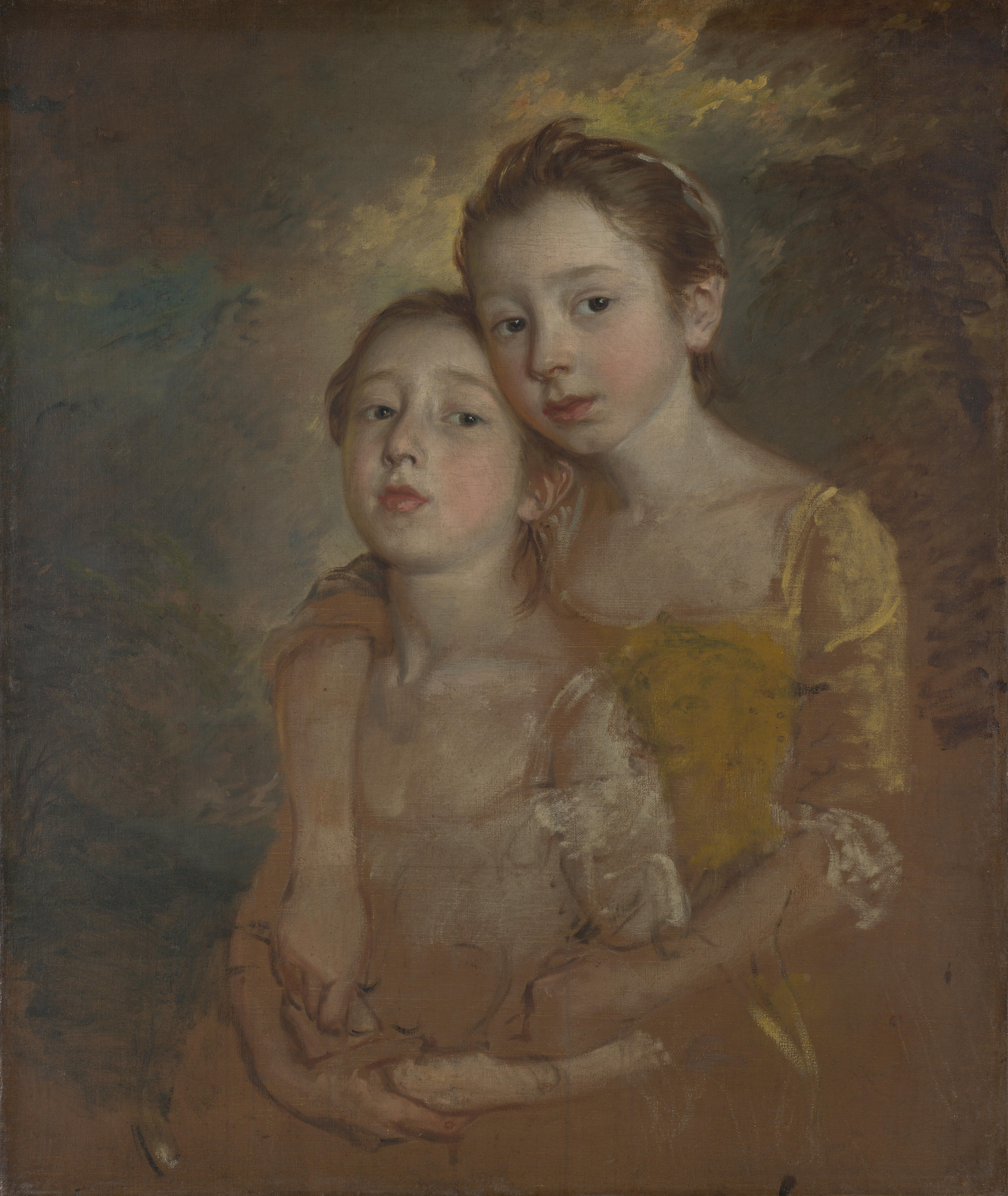
The Painter’s Daughters with a Cat visar Ganisboroughs döttrar 1759. National Gallery.
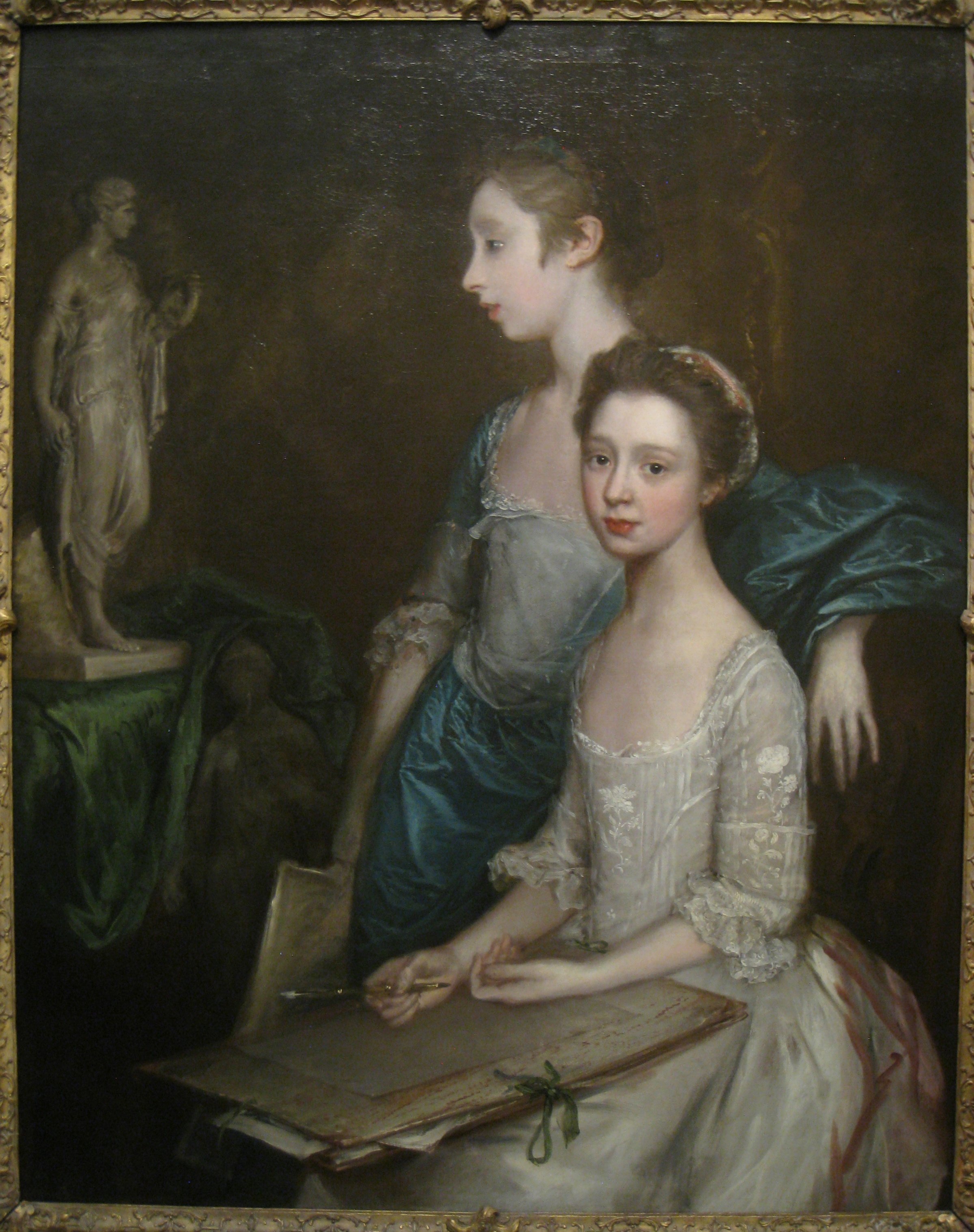
Portrait of the Artist's Daughters avbildar döttrarna omkring 1763-1764. Worcester Art Museum.